# Daimler Phönix
Daimler Phönix — легковой автомобиль, разработанный немецкими инженерами Готлибом Даймлером и Вильгельмом Майбахом, который одним из первых в истории автомобилестроения оснащался двигателем внутреннего сгорания в передней части транспортного средства (за несколько лет до этого компания Panhard & Levassor представила собственную схему компоновки автомобиля с четырьмя колёсами и двигателем в передней части, которая получила название «Système Panhard»). Представлен широкой публике в 1897 году для постепенной замены предыдущей модели с ременным приводом «Daimler Riemenwagen».
На автомобиле были применены различные инновационные решения, которые впоследствии повлияли на развитие автомобильной промышленности во всём мире, в том числе разработанный Майбахом распылительный карбюратор, усовершенствованная система охлаждения, расположенный в передней части кузова двигатель и прочие элементы. Одноимённый силовой агрегат ещё с 1895 года по лицензии поставлялся французскому производителю транспортных средств Panhard & Levassor, что послужило сильным толчком для развития автомобильной отрасли во Франции. Производство автомобиля было остановлено в 1902 году, а на замену ему пришёл более мощный и современный «Mercedes 35 PS».

## История

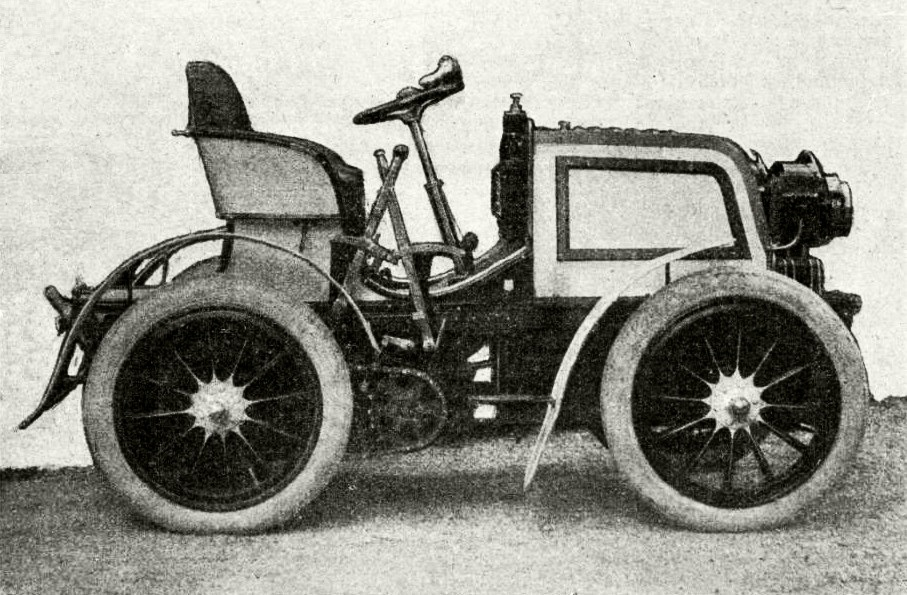
Фото автомобиля «Daimler Phönix» Эмиля Еллинека, 1900 год.

В начале 1890-х годов немецкие инженеры Готлиб Даймлер и Вильгельм Майбах, основатели и управляющие автомобилестроительного предприятия Daimler-Motoren-Gesellschaft, задумались о разработке нового двигателя внутреннего сгорания. В 1892 году они начали работу над силовым агрегатом с 2 цилиндрами, который они именовали как «Model N» (от нем. neu — «новый»). В результате конструкторы разработали и испытали несколько вариантов двигателей мощностью 6 и 8 лошадиных сил, которые были позже названы «Phönix». Будучи установленными на автомобили силовые агрегаты дали одноимённое название целому поколению новых моделей транспортных средств. Так, в 1897 году широкой публике был официально представлен автомобиль «Daimler Phönix».
В сентябре 1898 года компания DMG предоставила австрийскому предпринимателю и любителю автогонок Эмилю Еллинеку, который к тому же являлся их эксклюзивным дилером, первые в мире два дорожных автомобиля с четырёхцилиндровыми двигателями. Данные модели «Daimler Phönix» оснащались 2,1-литровыми I4 двигателями мощностью в 8 лошадиных сил. Конструкция двигателя претерпела модернизацию. Так, например, зажигание от горячей трубки было заменено низковольтным магнето. В течение 1899 года к модельному ряду были добавлены новые версии с силовыми агрегатам мощностью в 12, 15, 20 и, наконец, 23 лошадиные силы. Решающим фактором в этом существенном повышении мощности двигателя стало применение трубчатого радиатора, разработанного Вильгельмом Майбахом. Патент на данное изобретение был зарегистрирован в декабре 1897 года.
Репродукция модели «Daimler Phönix 23PS»
Автомобиль «Daimler Phönix» стал первым гоночным транспортным средством, на котором Эмиль Еллинек выступал в гонках под прозвищем «Мерседес». Название «Мерседес», позже ставшее известным во всём мире как немецкий автомобильный бренд, первоначально служило в качестве псевдонима водителя и его команды, а не как продукт или торговая марка. В марте 1899 года две гоночные версии «Phönix» Еллинека мощностью 12 л. с. (8,8 кВт) принимали участие в неделе гонок в Ницце. Одной из них управлял гонщик и по совместительству работник компании DMG Вильгельм Бауэр, который и стал победителем в гонке Ницца—Magagnone—Ницца. Артур де Ротшильд занял второе место. Позже Вильгельм Вернер, управляя гоночным автомобилем «Daimler Phönix», увенчал успех немецкого бренда победой в классе четырёхместных автомобилей.
В том же 1899 году автомобили немецкой компании снова одержали двойную победу в своём классе в первой гонке в Земмеринге. На этот раз водителем автомобиля-победителя стал сам Эмиль Еллинек из Вены, бизнесмен и генеральный консул Австрии.
Эмиль Еллинек снова принял участие в главном спортивном событии в Ницце год спустя, на этот раз с двумя гоночными автомобилями «Phönix», которые развили мощность в 23 л. с., что было огромным результатом по стандартам того времени. Однако из-за высокого центра тяжести транспортных средств, короткой колёсной базой и тяжёлого двигателя (около 300—320 килограмм) автомобилями было крайне трудно управлять. Во время гонки Ницца—Ла-Тюрби при восхождении на возвышенность Вильгельм Бауэр, пилот одного из автомобилей, попал в серьёзную аварию, столкнувшись с барьером.
В результате данных событий руководство компании Daimler-Motoren-Gesellschaft решило отказаться от дальнейшей разработки мощных двигателей и участия в автоспорте, однако Эмиль Еллинек смог уговорить Вильгельма Майбаха разработать более мощный, но в то же время более лёгкий, безопасный и удобный в управлении автомобиль. В результате в 1900 году был представлен «Mercedes 35 PS». Именно с него и началось развитие торговой марки «Mercedes», а вместе с ним и бурный рост автомобильной промышленности и автоспорта.
В настоящее время репродукции нескольких моделей «Daimler Phönix» находятся в выставочной коллекции музея Mercedes-Benz в Штутгарте, Германия.

## Конструкция

### Шасси
Технически автомобили «Daimler Phönix» не особо отличались от предыдущей разработки немецких инженеров. Тем не менее, новые модели теперь оснащались рамой из листовой стали с U-образным профилем. И спереди и сзади устанавливались подвески с жёсткой осью и полу- или полноэллиптическими пружинами. Автомобиль обладал короткой колёсной базой, что в сочетании с довольно высоким центром тяжести отрицательно сказывалось на скоростных проездах поворотов. В передней и задней частях кузова устанавливались деревянные колёса, на которых изначально закреплялись покрышки из твёрдой резины, а впоследствии — пневматические шины.

### Двигатель
Первый вариант силового агрегата автомобиля «Daimler Phönix» представлял собой двигатель внутреннего сгорания с 2 цилиндрами, расположенными в ряд и отлитыми в одном блоке. Его рабочий объём составлял 1,5 литра. Одним из преимуществ конструкции было уменьшенное расстояние между цилиндрами, что позволило значительно снизить крутящий момент, действующий на коленчатый вал. Блок цилиндров был прикручен к сферическому картеру. Сам силовой агрегат впервые устанавливался в передней части автомобиля.
Позже конструкторы представили доработанную версию с 4 цилиндрами. Новый двигатель обладал следующими характеристикам:
- Четыре цилиндра, установленные вертикально и параллельно друг другу.
- Выпускные клапаны с распредвалом.
- Распылительный карбюратор (запатентованный Майбахом в 1893 году[8]).
- Усовершенствования системы ременного привода.
- Усовершенствованный радиатор охлаждения.

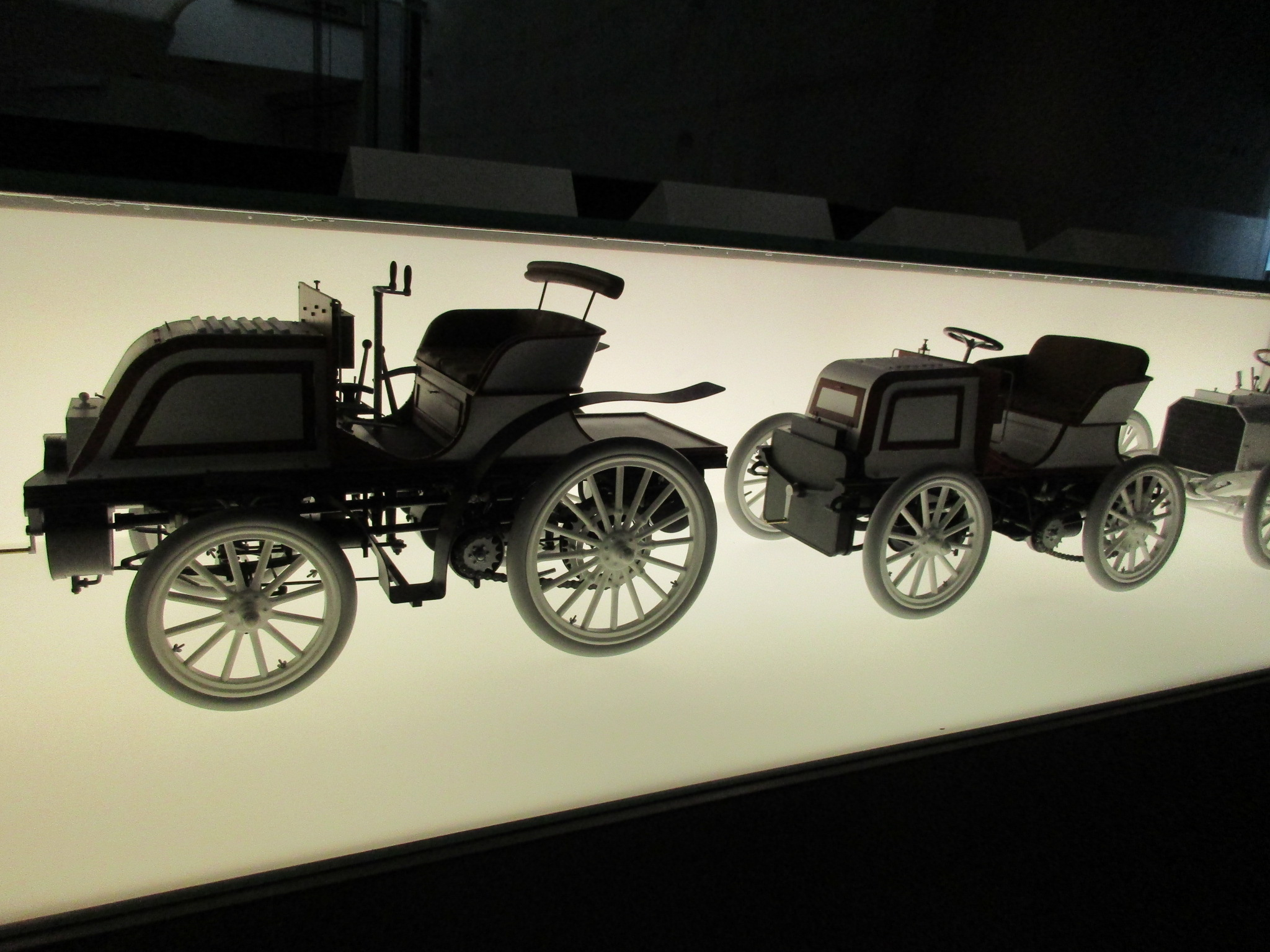
Модели «10PS» (1899) и «23PS» (1900) в музее Mercedes-Benz.

Радиатор охлаждения силового агрегата состоял из множества небольших трубок, открытых для подачи воздушного потока и по которым циркулировала охлаждающая жидкость. По сравнению с более ранними спиральными трубчатыми радиаторами через конструкцию Майбаха проходил больший объём воздуха, что позволило существенно снизить количество необходимой для охлаждения жидкости до 18 литров.
За всю историю развития автомобиля «Daimler Phönix» его силовой агрегат постоянно претерпевал различные модернизации и доработки, в результате чего его мощность возрастала от 6 до 23 лошадиных сил.

### Трансмиссия
Передача мощности от силового агрегата автомобиля «Daimler Phönix» осуществлялась при помощи трансмиссии с конусным сцеплением и коробкой передач с 4 скоростями, которую Вильгельм Майбах разработал ещё в 1889 году. Коническая муфта, представляющая собой ведомый элемент, выполнялась из кожи и служила для облегчения переключения передач, в то время как дифференциал воздействовал на вал цепной звёздочки. Мощность двигателя передавалась на задние колёса транспортного средства при помощи цепного привода.

### Тормозная система
На автомобиль «Daimler Phönix» устанавливалась комплексная тормозная система. Ножной тормоз воздействовал на внешние тормозные колодки на переднем приводном валу, а ручной тормоз блокировал задние колёса. Кроме того, автомобиль отличался наличием дополнительной тормозной системы — усиленного твёрдотельного стержня, установленного в задней части транспортного средства, который при выдвижении должен был врезаться в дорожное покрытие и тем самым тормозить автомобиль.